# العرش (المزاحن)

تعديل مصدري - تعديل

العرش محلة تابعة لقرية غرابة، التابعة لعزلة المزاحن بمديرية فرع العدين إحدى مديريات محافظة إب في الجمهورية اليمنية، بلغ تعداد سكانها 48 حسب تعداد اليمن لعام 2004.